# Alan Curbishley
Llewellyn Charles "Alan" Curbishley (Forest Gate, 8 de novembro de 1957) é um treinador de futebol e ex-futebolista inglês que atuava como meio-campista.
É mais conhecido por sua passagem de 15 temporadas no comando do Charlton Athletic, inicialmente como jogador e técnico entre 1991 e 1993.

## Carreira
Em 18 anos de carreira profissional, Curbishley defendeu 5 times: West Ham United (1975–79), Birmingham City (1979–83), Aston Villa (1983–84), Charlton Athletic (1984–87 e 1990–1993) e Brighton & Hove Albion, onde trabalhou como jogador e auxiliar-técnico entre 1987 e 1991, quando voltou ao Charlton para acumular as duas funções juntamente com Steve Gritt até a aposentadoria, em 1993. Em toda a carreira como jogador, Curbishley obteve um acesso com o Birmingham City em 1979–80 e 2 vice-campeonatos da terceira e quarta divisões (1985–86 pelo Charlton e 1987–88 pelo Brighton & Hove Albion).
Deixou o comando técnico dos Robins ao final da temporada 2005–06 após 729 jogos oficiais, um a menos que o recordista Jimmy Seed, que treinou o clube entre 1933 e 1956. Sob seu comando, o Charlton venceu o playoff de acesso à Football League First Division (antiga segunda divisão) de 1998–99 e o citado campeonato em 1999–00. Era sempre lembrado para treinar um dos principais times da Premier League - em 2004, foi considerado um dos principais nomes para assumir o comando técnico do Liverpool, e em 2006, candidatou-se à vaga deixada por Sven-Göran Eriksson na Seleção Inglesa, mas foi preterido por Steve McClaren.
Seu último trabalho como técnico foi no West Ham United, onde iniciara a carreira de jogador, entre 2006 e 2008, quando mostrou-se insatisfeito com a política de transferências dos Hammers (que venderam os zagueiros George McCartney e Anton Ferdinand sem sua permissão), anunciando sua saída do clube em setembro.
Em dezembro de 2013, voltou ao futebol como diretor-técnico do Fulham, sendo o responsável pela contratação do alemão Felix Magath para treinar a equipe. Sua passagem, no entanto, durou apenas 2 meses. Voltaria aos Cottagers em março de 2015, chegando a assumir os treinamentos do Fulham em novembro, após a demissão de Kit Symons.

## Títulos e campanhas de destaque

### Como jogador
Charlton Athletic
- Football League Second Division: vice-campeão (1985–86)

Brighton & Hove Albion
- Football League Third Division: vice-campeão (1987–88)

### Como treinador
Charlton Athletic
- Football League First Division: vencedor do playoff de acesso (1998)
- Football League First Division: 1999–00

### Prêmios individuais
- Treinador do mês da Premier League: agosto de 1998, fevereiro de 1999 e fevereiro de 2003